# Christian Homann Schweigaard

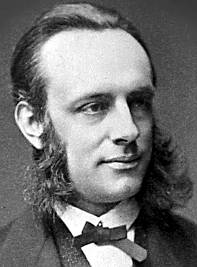
Chr.H. Schweigaard.

Christian Homann Schweigaard, född den 14 oktober 1838 i Kristiania, död där den 24 mars 1899, var en norsk politiker, son till Anton Martin Schweigaard.

## Biografi
Schweigaard blev juris kandidat 1860 och höyesteretsadvokat 1865, invaldes 1872 i Kristiania stadsfullmäktige, vars ordförande han var 1879-80. Den 22 december 1880 inträdde han i den konservativa Selmerska stridsregeringen, blev som medlem av denna 1883 ställd inför riksrätt och av denna den 31 mars 1884 dömd till 8 000 kronor i böter, varefter han och alla hans kolleger tog avsked. 
Inte desto mindre mottog han kallelse att bilda den nya regeringen, och redan den 3 april trädde han i spetsen för den så kallade aprilministären, en utmaning mot stortingets flertal, som inte tåldes, varför han efter skarpa sammanstötningar med detta blev tvungen att begära avsked redan den 31 maj, beviljat av konungen först den 26 juni. Han efterträddes av Johan Sverdrup. Detta innebar parlamentarismens seger.
Schweigaard återtog nu sin praktik som höyesteretsadvokat, var 1885-88 på nytt ordförande för Kristianias stadsfullmäktige, 1889-91 och 1893-96 ordförande i centralstyrelsen för Norges konservativa föreningar, representerade 1886-97 Holmestrand i stortinget, där han 1889-91 var president i odelstinget och hela tiden högerns parlamentariska ledare under partiets nedgångsskede. 1895-98 var Schweigaard ledamot av tredje unionskommittén.